# Olltjärnen, Västerbotten
Olltjärnen är en sjö i Skellefteå kommun i Västerbotten och ingår i Byskeälvens huvudavrinningsområde.